# Берёзовка (Тёпло-Огарёвский район)
Берёзовка — деревня в Тёпло-Огарёвском районе Тульской области России.
В рамках административно-территориального устройства относится к Больше-Огарёвскому сельскому округу Тёпло-Огарёвского района, в рамках организации местного самоуправления включается в Волчье-Дубравское сельское поселение.

## География
Деревня находится в южной части Тульской области, в лесостепной зоне, в пределах северо-восточного склона Среднерусской возвышенности, на левом берегу реки Красивая Меча, к востоку от автодороги 70К-125, на расстоянии примерно 11 километров (по прямой) к юго-востоку от рабочего посёлка Тёплое, административного центра района.

### Климат
Климат характеризуется как умеренно континентальный, с умеренно холодной снежной зимой и тёплым летом. Среднегодовая многолетняя температура воздуха составляет +3,6 — +4,2 °С. Средняя температура воздуха самого холодного месяца (января) — −8,6…−8,1 °C (абсолютный минимум — −40 °C), средняя температура самого тёплого (июля) — +17,6…+17,7 °С (абсолютный максимум — +38  °С). Безморозный период длится около 145 дней. Продолжительность периода активной вегетации растений (со среднесуточной температурой воздуха выше 10 °C) составляет 140 дней. Среднегодовое количество атмосферных осадков составляет 500 мм, из которых большая часть выпадает в тёплый период. Снежный покров держится в течение примерно 130 дней. Среднегодовая скорость ветра составляет 4 м/с.

### Часовой пояс
Деревня Берёзовка, как и вся Тульская область, находится в часовой зоне МСК (московское время). Смещение применяемого времени относительно UTC составляет +3:00.

## Население
| 2010 |
| ---- |
| 8    |

### Национальный состав
Согласно результатам переписи 2002 года, в национальной структуре населения русские составляли 100 % из 15 чел.